# Xerocrassa zaharensis
Xerocrassa zaharensis е вид коремоного от семейство Hygromiidae. Видът е световно застрашен, със статут Уязвим.

## Разпространение
Разпространен е в Испания.